# Mycena austrofilopes
Mycena austrofilopes é uma espécie de cogumelo da família Mycenaceae. O fungo é encontrado crescendo sob árvores Eucalyptus na Austrália.